# Gönülaçan, Genç
Gönülaçan là một xã thuộc huyện Genç, tỉnh Bingöl, Thổ Nhĩ Kỳ. Dân số thời điểm năm 2010 là 210 người.